# No Leaf Clover
«No Leaf Clover» és el vint-i-quatrè senzill de la banda estatunidenca Metallica, el segon extret de l'àlbum d'estudi, S&M, i el van llançar el 13 de març de 2000. Juntament amb la cançó «− Human» van ser les dues noves que Metallica va interpretar amb l'orquestra San Francisco Symphony per incloure-les en l'àlbum S&M. Malgrat ser composta per tocar amb orquestra, Metallica la va adaptar per ser tocada sense orquestra en els concerts.
El títol significa "trèvol sense fulles", que en al·lusió a la superstició que un trèvol de quatre fulles porta bona sort, un trèvol sense fulles significaria tenir molt mala sort.
Va ser número 1 de la llista estatunidenca de música rock durant set setmanes consecutives. Posteriorment va ser inclosa en la banda sonora del videojoc musical Guitar Hero: Metallica (2009).

## Llista de cançons
| 1. | «No Leaf Clover»                   | 5:43  |
| 2. | «One»                              | 7:47  |
| 3. | «Enter Sandman»                    | 7:11  |
| 4. | «No Leaf Clover» (video enhanced)  | 5:46  |
| 5. | «S&M Documentary» (video enhanced) | 35:49 |